# Thomas Richard Archer Briggs
Thomas Richard Archer Briggs (1836-1891) fue un botánico británico.

## Algunas publicaciones
- Arum italicum Mill. and A. maculatum. Journal of Botany XXVI (1888): 378

### Libros
- 1880. Flora Of Plymouth: An Account Of The Flowering Plants And Ferns. Ed. Kessinger Publis. 472 pp. ISBN 1-4368-4924-1

## Honores

### Epónimos
- (Brassicaceae) Brassica briggsii Varenne[1]
- (Brassicaceae) Cochlearia briggsii Druce[2]
- (Rosaceae) Rosa briggsii Gand.[3]
- (Rosaceae) Rubus briggsii A.Bloxam[4]

- La abreviatura «Briggs» se emplea para indicar a Thomas Richard Archer Briggs como autoridad en la descripción y clasificación científica de los vegetales.[5]